# Sinfonia n.º 5 (Shostakovich)
Dmitri Shostakovitch escreveu sua Sinfonia n°5 em ré menor, Op. 47, entre abril e julho de 1937. Sua primeira apresentação foi em Leningrado pela Orquestra Filarmônica de Leningrado sob a regência de Yevgeny Mravinsky, a 21 de novembro de 1937. Este trabalho foi um enorme sucesso, e diz-se que recebeu aplausos por pelo menos 40 minutos, segundo Mstislav Rostropovich. É até hoje um de seus trabalhos mais populares.

## Forma
A sinfonia dura aproximadamente 45 minutos e possui quatro andamentos:
1. Moderato
2. Allegretto
3. Largo
4. Allegro non troppo